# Pierrefontaines
Pour les articles ayant des titres homophones, voir Pierrefontaine et Pierre Fontaine.
Pierrefontaines est une ancienne commune française du département de la Haute-Marne, en région de Champagne-Ardenne.
Le 1er septembre 1972, Pierrefontaines fusionne avec Perrogney pour former ensemble la nouvelle commune de Perrogney-les-Fontaines, dont le chef-lieu est Perrogney.
Ce petit village ne connaît ni église, ni monument aux morts, ni cimetière.
Le Haut du Sec (516 m), doté d'émetteurs, se trouve à environ 500 m à vol d'oiseau à l'ouest du village.

## Démographie
| 1931 | 1936 | 1946 | 1954 | 1962 | 1968 | 2007 | 2010 | 2011 |
| ---- | ---- | ---- | ---- | ---- | ---- | ---- | ---- | ---- |
| 41   | 53   | 40   | 37   | 42   | 47   | 38   | 32   | 30   |

## Administration
| Période                                  | Période | Identité  | Étiquette | Qualité |
| ---------------------------------------- | ------- | --------- | --------- | ------- |
| mars 2008                                |         | Joel Miot |           |         |
| Les données manquantes sont à compléter. |         |           |           |         |